# Денизли
Денизли (на турски: Denizli) е град в Югозападна Турция, административен център на едноименния вилает Денизли и на двадесето място по големина в страната. Пощенският му код е 20000.
В близост до Денизли се намира Памуккале.

## Известни личности
Родени в Денизли
- Демет Акбаг (р. 1959), актриса
- Инджи Арал (р. 1944), писателка
- Туба Юнсал (р. 1981), актриса